# A Hora e a Vez de Augusto Matraga (1965)
A Hora e Vez de Augusto Matraga é um filme de drama brasileiro de 1965, baseado no conto homônimo da obra Sagarana, de João Guimarães Rosa. Foi dirigido por Roberto Santos, que também o escreveu com Gianfrancesco Guarnieri. Foi vencedor do Festival de Brasília do Cinema Brasileiro, em 1966. Em novembro de 2015, o filme entrou na lista feita pela Associação Brasileira de Críticos de Cinema (Abraccine) dos 100 melhores filmes brasileiros de todos os tempos.

## Sinopse

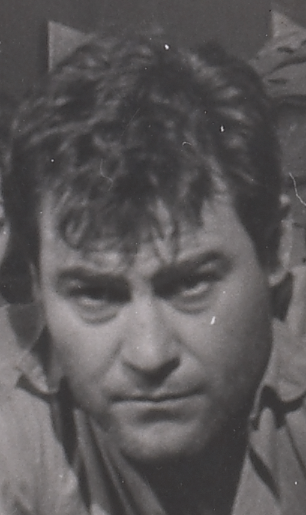
Leonardo Villar interpretou o protagonista Augusto Matraga.

Augusto Matraga é um violento fazendeiro. Traído pela esposa, ele é emboscado por seus inimigos e dado como morto. Mas, é salvo e volta-se para a religiosidade. Augusto conhece Joãozinho Bem Bem, jagunço que o faz viver um conflito interno, instigando os instintos violentos de sua personalidade. Matraga começa então a oscilar entre seu temperamento agressivo e o misticismo que não consegue mais abandonar.

## Elenco
- Leonardo Villar	… 	Augusto Matraga
- Joffre Soares	… 	Joaozinho Bem Bem
- Maria Ribeiro	… 	Dionorá
- Maurício do Valle	… 	Padre
- Flávio Migliaccio	… 	Quim Recadeiro

Gianfrancesco Guarnieri foi um dos roteiristas do filme, junto com o diretor Roberto Santos.

- Solano Trindade
- Antônio Carnera	… 	Major Consilvo
- Ivan de Souza	… 	Jurumim
- Emmanuel Cavalcanti … 	João Lomba
- Áurea CamposGianfrancesco Guarnieri foi um dos roteiristas do filme, junto com o diretor Roberto Santos.

## Prêmios
- Prêmio Governador do Estado, 1967, SP Melhor Roteiro e Melhor Direção [4]